# Oriol Soldevila
Oriol Soldevila Puig (Barcelona, 2001. március 26. –) spanyol korosztályos válogatott labdarúgó, az Intercity középpályása.

## Pályafutása
Soldevila két katalán korosztályos csapatban szerepelt a Coronellá és az FC Barcelonaban. 2020-ban 19-évesen Angliába költözött, ahol a Birmingham City utánpótlását erősítette.
2022 júliusában igazolt az Alicante városában található CF Intercity együtteséhez,  ahol később profi labdarúgó lett, miután augusztus 28-án debütált a CD Numancia elleni 1–0-ra megnyert idegenbeli bajnokin.
2023. január 4-én extra teljesítményt nyújtott, miután mesterhármast szerzett nevelő együttese, a Barcelona ellen a Copa del Rey-ben.

## Statisztika
2023. február 22-i állapot szerint.
| Klub      | Szezon   | Bajnokság          | Bajnokság | Bajnokság | Kupa  | Kupa  | Nemzetközi | Nemzetközi | Egyéb | Egyéb | Összesen | Összesen |
| Klub      | Szezon   | Liga               | Mérk.     | Gólok     | Mérk. | Gólok | Mérk.      | Gólok      | Mérk. | Gólok | Mérk.    | Gólok    |
| --------- | -------- | ------------------ | --------- | --------- | ----- | ----- | ---------- | ---------- | ----- | ----- | -------- | -------- |
| Intercity | 2022–23  | Primera Federación | 24        | 1         | 3     | 4     | —          | —          | —     | —     | 27       | 5        |
| Összesen  | Összesen | Összesen           | 24        | 1         | 3     | 4     | 0          | 0          | 0     | 0     | 27       | 5        |